# Karma Automotive
Karma Automotive (anciennement Fisker Automotive) est un constructeur automobile américain spécialisé dans les voitures de sport hybrides et électriques.

## Histoire

### Prélude

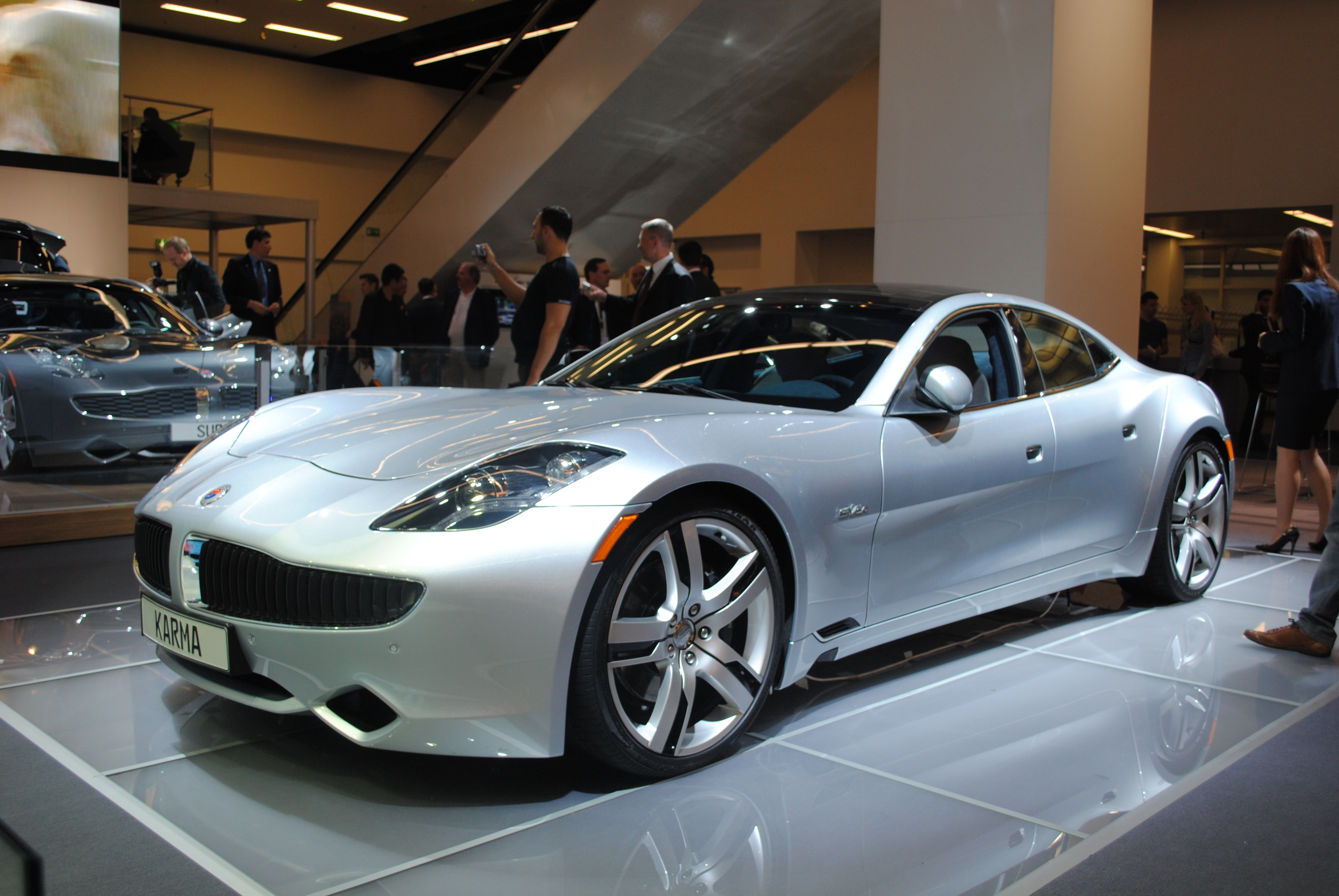
Fisker Karma

Fisker Automotive est créée en 2007 par Henrik Fisker, un designer danois qui a notamment dessiné les BMW Z8 et Aston Martin V8 Vantage.
Le premier produit de l'entreprise, la Fisker Karma, est le premier  véhicule hybride rechargeable au monde. Elle a été présentée au North American International Auto Show 2008, créant ainsi le segment des voitures vertes dans lequel la plupart des grands constructeurs ont annoncé qu'ils lui feraient concurrence.[réf. nécessaire]
Après la Fisker Karma, l'entreprise décide de développer la gamme avec la Fisker Surf présentée au Mondial de l'automobile de Paris 2012, qui devait être son second modèle.

### Développement

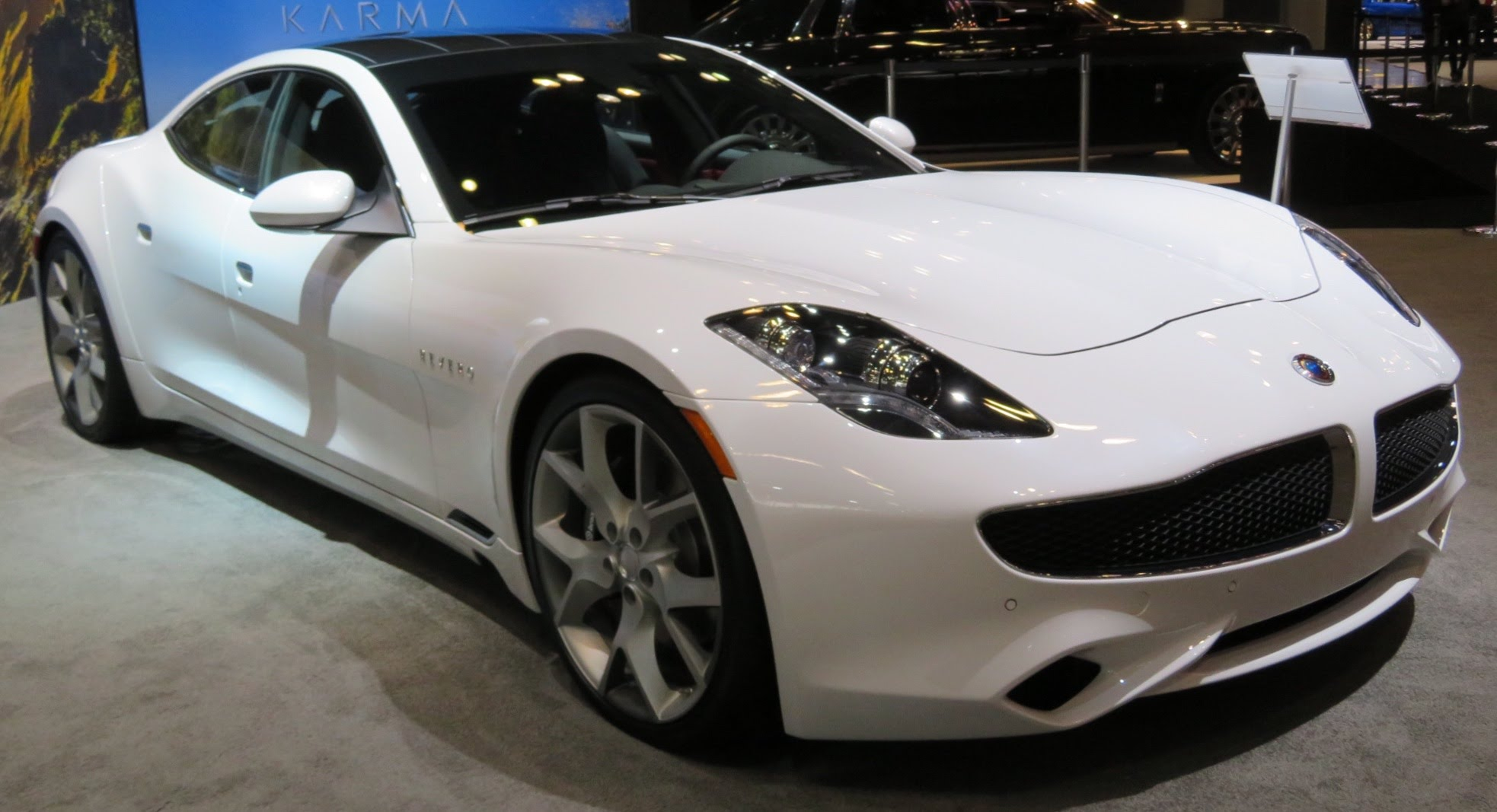
Karma Revero

En 2013, à la suite de problèmes financiers, le constructeur s’est placé sous la protection de la loi américaine sur les faillites et Henrik Fisker a démissionné de sa propre marque 1. En 2014, il est racheté par une multinationale, le groupe Wanxiang. En 2015, celui-ci annonce que la Fisker Karma sera de nouveau produite 2.
Depuis, Fisker Automotive a changé de nom pour s'appeler Karma Automotive, une actuelle filiale du groupe Wanxiang.
En 2016, Karma Automotive présente la version de série de la Karma Revero, qui succède à la Fisker Karma. La voiture est désormais produite en Californie dans la vallée de Moreno.
En 2019, Karma Automotive présente la Revero GT au Salon automobile de Shanghai, équipée d'un moteur BMW, ainsi que la Karma Pininfarina GT, un coupé sportif luxueux 4 places inspiré de la Karma S de 2009, dessiné par Carlo Bonzanigo et un concept-car électrique nommé Karma SC1 Vision.

## Concept cars

### Fisker Surf
La Fisker Surf est la version break de chasse de la Karma, présentée au salon de l'automobile de Francfort 2011. Elle n'a pas été produite en série.

### Pininfarina GT concept

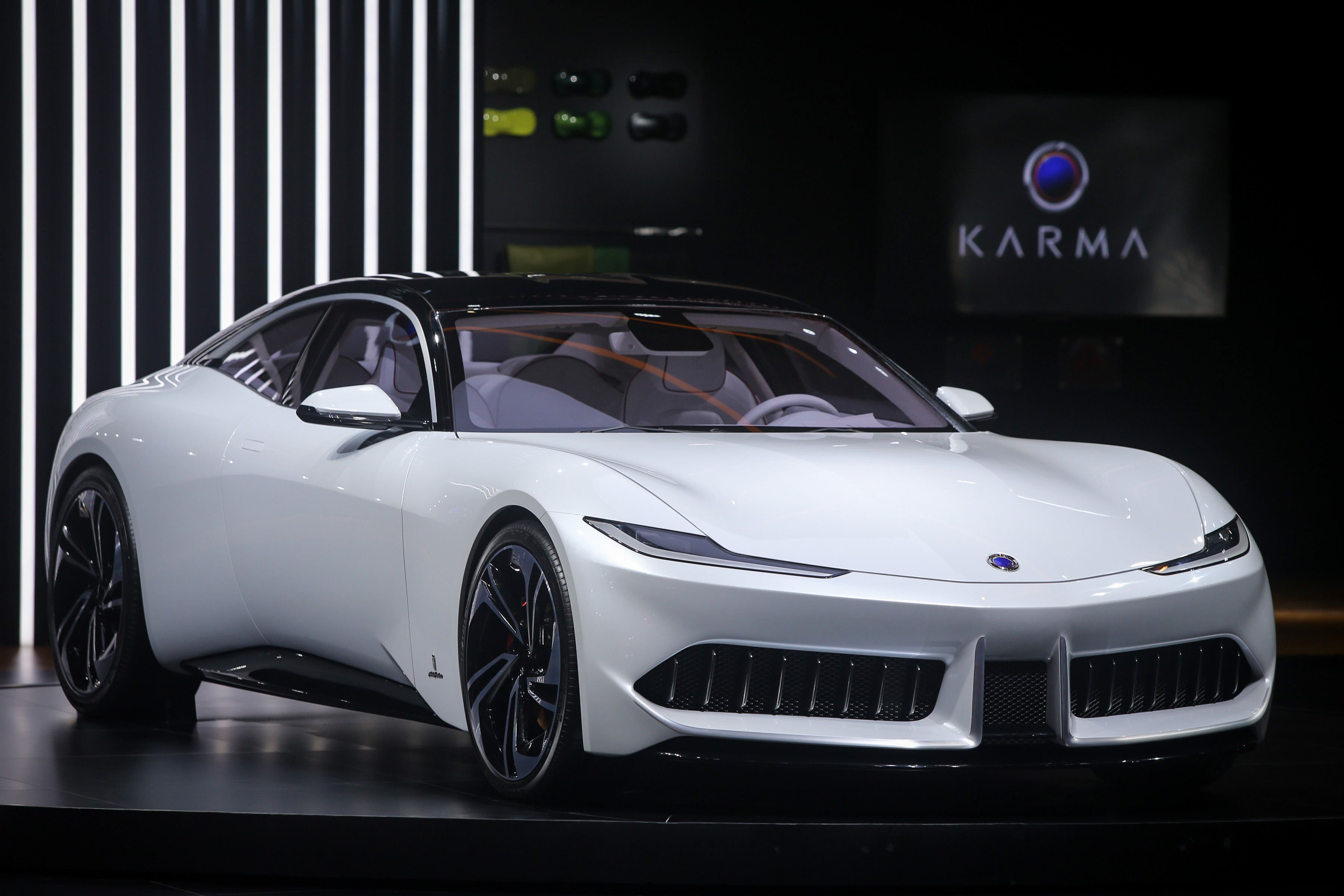
Karma GT par Pininfarina

La Karma Pininfarina GT est un concept car de coupé 4 places électrique à prolongateur d’autonomie, reposant sur la Revero GT. Elle est présentée en avril 2019 au salon de Shanghai. Sa carrosserie est entièrement dessinée par Pininfarina.

### SC1 Vision Concept

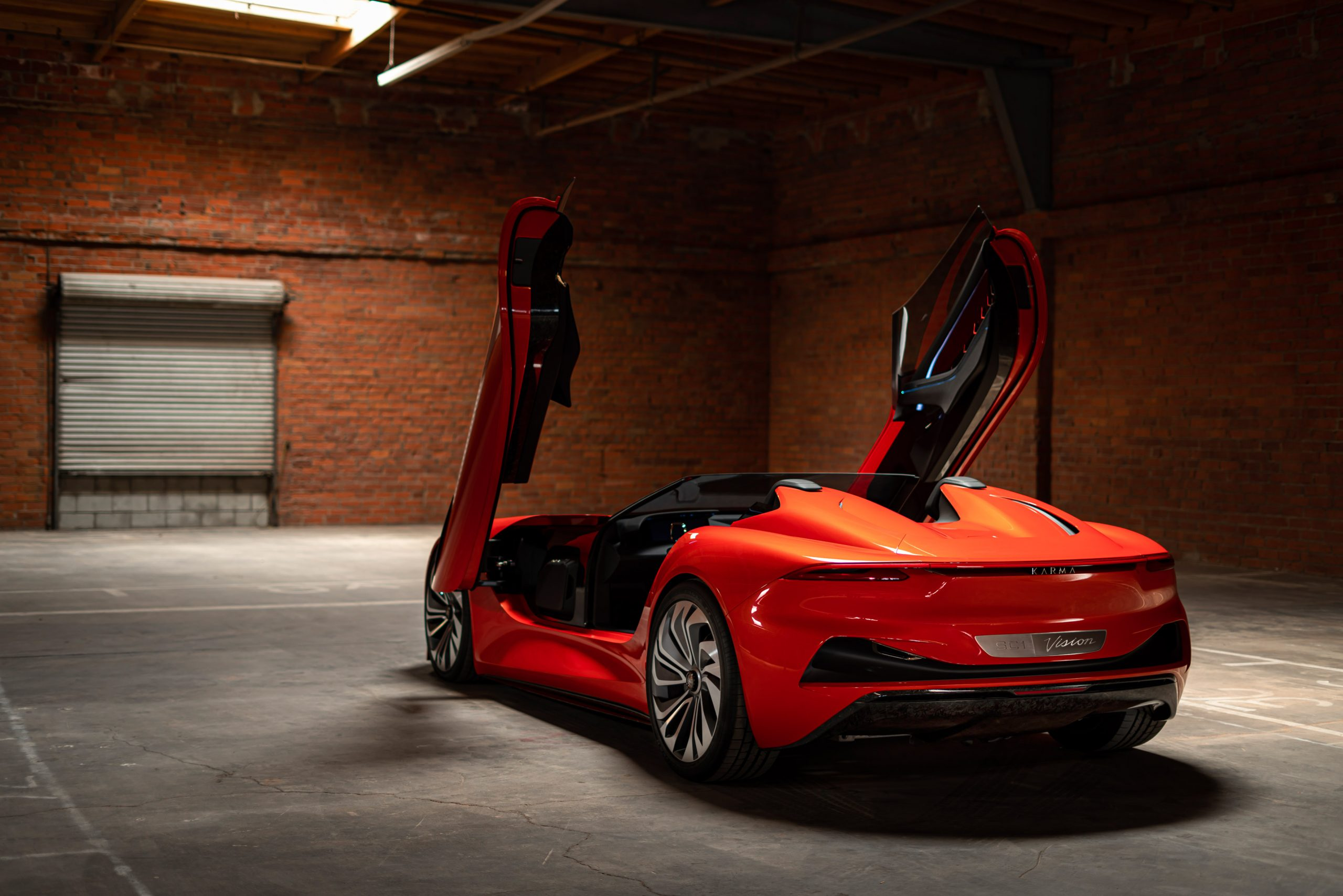
Karma SC1

La Karma SC1 Vision est un concept car de roadster futuriste électrique, elle ne fait pas appel à un prolongateur d'autonomie. Elle est, comme la Revero GT et la Pininfarina GT, présentée au salon de Shanghai en avril 2019. La SC1 Vision est dotée de portes à ouverture en élytre quant à l'intérieur le système d'info-divertissement est équipée d'une connexion 5G et de systèmes à commandes vocales et gestuelles.

### SC2 Vision Concept

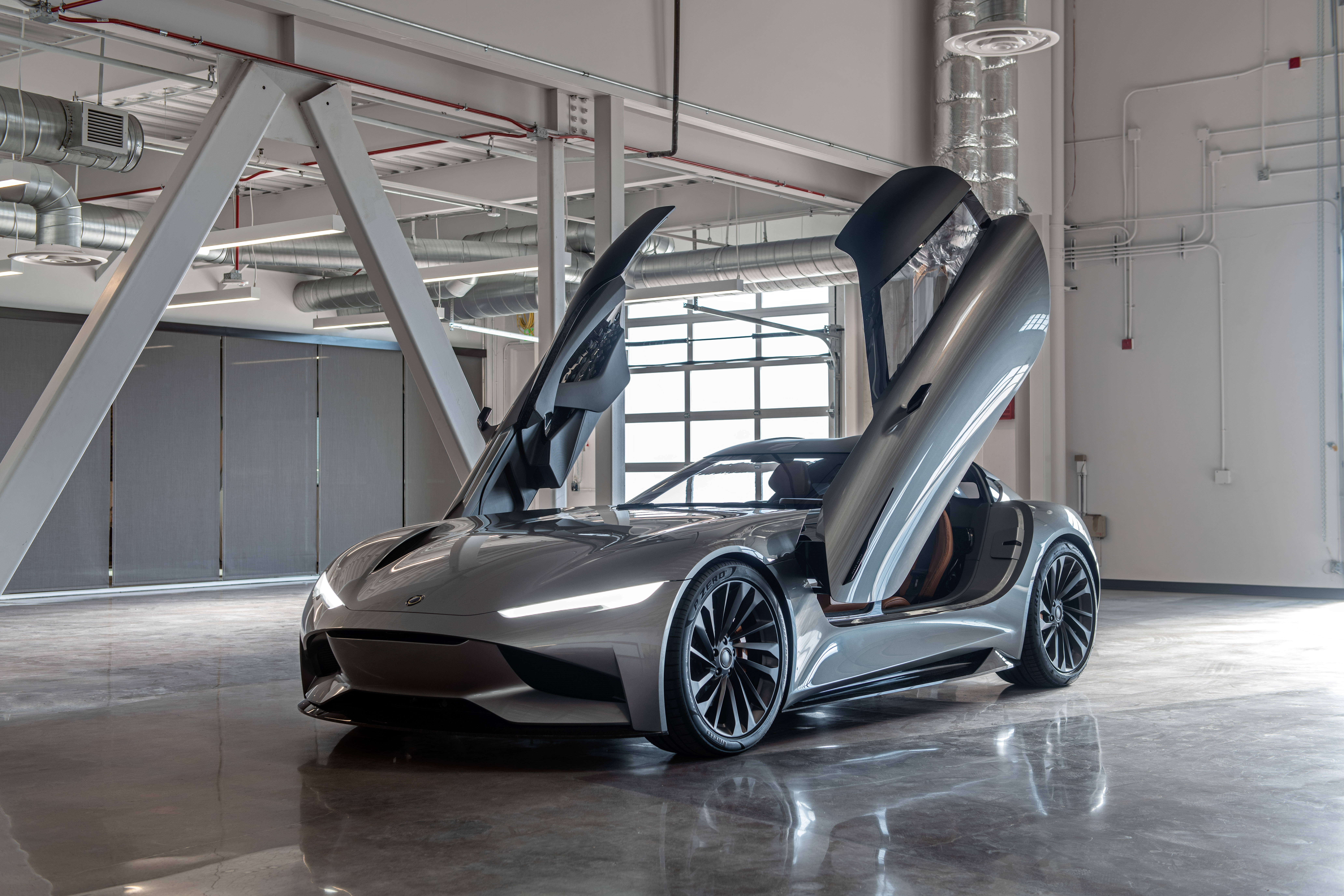
Karma SC2

La Karma SC2 Vision Concept est un concept-car électrique présenté au salon de Los Angeles 2019, équipé de portes à ouverture en élytre. Il est équipé de deux électromoteurs d'une puissance totale de 1 100 ch alimentés par une batterie d'une capacité de 120 kW.

## Ventes
Fisker Automotive a vendu 25 Karma en 2012 en France.[pertinence contestée]